# Kletnia (wieś w województwie łódzkim)
Kletnia – wieś w Polsce położona w województwie łódzkim, w powiecie radomszczańskim, w gminie Gomunice nad rzeką Widawką.

## Historia
W latach 1975–1998 miejscowość administracyjnie należała do województwa piotrkowskiego.